# السوق الكبير (دبي)
 السوق الكبير هو حي يقع في إمارة دبي في الإمارات العربية المتحدة ويبلغ عدد سكانها 26,405 نسمة. يقع الحي في منطقة بر دبي بين شارع السطوة وشارع خالد بن الوليد وشارع الغبيبة وشارع المنخول، وتجاور خور دبي، وتعتبر محطة مترو برجمان أقرب محطة إلى المنطقة.

## الأوقات الحديثة
ومن المعروف أن المنطقة تشتهر بمحلاتها والأسواق النسيجية العديدة، وتبيع بشكل رئيسي أزياء وسوارات جنوب آسيا. بين معظم متاجر النسيج هي الخياطيات ومتاجر الذهب والإلكترونيات وغيرها من الشركات الصغيرة. هناك أيضاً العديد من المتاجر الغذائية والمطاعم والمقاهي.